# Германия на «Евровидении-1990»
Германия принимала участие в Евровидении 1990, проходившем в Загребе, Югославия. На конкурсе её представлял Нино де Анджело с песней «Frei zu leben», выступавший под номером 13. В этом году страна заняла 9-е место, получив 60 баллов. Комментатором конкурса от Германии в этом году был Керстин Швейгофер, глашатаем — Фриц Эгнер.

## Национальный отбор
Национальный отбор проходил в Мюнхене. Песня в национальном отборе выбиралась с помощью голосования телезрителей..
| Номер | Артист                       | Песня                           | Голоса | Место |
| ----- | ---------------------------- | ------------------------------- | ------ | ----- |
| 1     | Изабель Варелл               | Melodie d’amour                 | 3867   | 6-е   |
| 2     | Крис Кемперс и Даниэль Ковач | Frei zu leben                   | 11955  | 1-е   |
| 3     | Юрген Дроус                  | Alpenglühn                      | 1267   | 9-е   |
| 4     | Мара Лорин                   | Wetten, dass…                   | 2601   | 7-е   |
| 5     | «Bandit»                     | Alles was ich haben will        | 4064   | 5-е   |
| 6     | «Divo»                       | Melissa                         | 6004   | 4-е   |
| 7     | Ксанаду                      | Paloma Blue                     | 8534   | 2-е   |
| 8     | Кеннзишен Д.                 | Wieder zusamm                   | 2454   | 8-е   |
| 9     | Малибу                       | Eine Nacht voll Zärtlichkeit    | 1180   | 10-е  |
| 10    | «Starlight»                  | Hollywood ist besser als Latein | 6723   | 3-е   |

## Страны, отдавшие баллы Германии
Каждая страна оценивает 10 участников оценками 1-8, 10, 12.
| 12 баллов  | 10 баллов    | 8 баллов | 7 баллов       | 6 баллов |
| ---------- | ------------ | -------- | -------------- | -------- |
| Люксембург | Ирландия     | Испания  | Великобритания | Бельгия  |
| 5 баллов   | 4 балла      | 3 балла  | 2 балла        | 1 балл   |
| Италия     | Дания Швеция | Австрия  |                | Исландия |

## Страны, получившие баллы от Германии
| 12 баллов | Испания        |
| 10 баллов | Франция        |
| 8 баллов  | Бельгия        |
| 7 баллов  | Ирландия       |
| 6 баллов  | Италия         |
| 5 баллов  | Турция         |
| 4 балла   | Израиль        |
| 3 балла   | Люксембург     |
| 2 балла   | Швеция         |
| 1 балл    | Великобритания |